# Сцена «Миниатюра»
Сцена Миниатюра театра имени Юлиуша Словацкого (пол. Scena Miniatura) — архитектурный и промышленный памятник, находящийся в Кракове возле театра имени Юлиуша Словацкого. Охраняемый памятник Малопольского воеводства. Здание входит в туристический маршрут «Краковский путь техники».
Современная Сцена Миниатюра театра имени Юлиуша Словацкого действует с 27 марта 1976 года. Ранее в здании находилась электрическая станция театра.
Электростанция с элементами неоренессанса и модерна была построена в 1893 году по проекту польского архитектора Яна Завейского и была одной из самых первых электростанций в Кракове. Здание было спроектировано таким образом, чтобы максимально скрыть электрический двигатель и дымоход. Первоначально здание называлось Домом машин. Электростанция была изготовлена в Германии и доставлена в Краков чешской компанией Франтишка Кршижика.
Электростанция перестала работать в 1906 году, когда в Казимеже была построена новая электростанция большей мощности, которая обеспечивала электричеством весь город.
17 мая 1993 года электростанция была внесена в реестр охраняемых памятников Малопольского воеводства (№ А-946).
В 2006 году электростанция вошла в туристический маршрут городского хозяйства «Краковский путь техники».